# Luzula confusa
Luzula confusa — вид трав'янистих багаторічних рослин родини ситникові (Juncaceae).

## Опис
Кореневища 0.5–1 см. Стебла прямовисні, 3–28 см завдовжки й 0.5–0.9 мм в діаметрі. Базальні листки, що зберігаються протягом кількох сезонів, червонуваті, до 6–9 см довжиною, шириною 1.5–2.5 мм; кінчик загострений; стеблових листків 2–3, червонуваті, рідко до 6 см довжиною, 1.0–1.5 мм завширшки. Суцвіття складається з одного сидячого і часто з 1–2 черешчатих кластерів. Сидячий кластер більший, як правило, з більш ніж 10 квітками, 7–10 × 6–7(9) мм; черешчаті кластери менше, 5–12(14)-квіткові, 5–6(7) × 4–5(6) мм. Листочки оцвітини приблизно однакові, як правило, довжиною 2.0–2.3 мм, від загострених до гострих, темно-коричневі. Тичинок 6. Капсули темно-коричневі, яйцюваті. Насіння коричневе, (з пучком тонких довгих волосків), еліпсоїдне, 0.8–1.2 мм. 2n = 36.

## Поширення
Найпівнічніші регіони Євразії та Північної Америки, гори Північної Азії. Населяє мокрі, обривисті скелясті й піщані схили, лишайникову тундру і гірські вершини; росте там, де вона може бути практично єдиною з судинних рослин.